# Kościół św. Mikołaja w Lipsku
Kościół św. Mikołaja w Lipsku (niem. St. Nikolai Evangelisch-Lutherische Stadt- und Pfarrkirche lub Nikolaikirche Leipzig) – kościół położony w Lipsku (kraj związkowy Saksonia) przy ul. Nikolaikirchhof 3.
Kościół św. Mikołaja należy obok kościoła św. Tomasza do najbardziej znanych kościołów Lipska. Był on centralnym punktem wydarzeń, które na jesieni 1989 zapoczątkowały pokojową rewolucję (niem. friedliche Revolution) na terenie byłej NRD doprowadzając ostatecznie w nocy z czwartku 9 listopada na piątek 10 listopada 1989 do upadku Muru Berlińskiego i zjednoczenia Niemiec 3 października 1990.
Wnętrze kościoła stanowi znaczące dzieło architektury klasycystycznej.

## Historia
Pierwszy kościół w Lipsku powstał po 1165, gdy dotychczasowa osada otrzymała prawa miejskie i przywilej targowy. Fara została poświęcona patronowi kupców, św. Mikołajowi i stała się główną świątynią Nowego Miasta. Pierwsza udokumentowana budowla w tym miejscu była kamienną, romańską bazyliką, zbudowaną na terenie starego cmentarza. Miała ona dwuwieżową fasadę zachodnią. W związku z rozwojem miasta bazylikę powiększono poprzez dobudowanie od wschodu gotyckiej apsydy a potem kaplicy północnej, zachowanej do dziś.
W 1452 w kościele zawieszono pierwszy dzwon, Osanna, który służył nie tylko potrzebom religijnym ale też ostrzegał w wypadku zagrożenia pożarem. Dzwon został ozdobiony wizerunkami ukrzyżowanego Chrystusa, czterech ewangelistów, św. Marcina oraz patrona kościoła, św. Mikołaja. Wysoka na 75 m wieża kościelna pełniła aż do 1916 rolę wieży strażackiej.
W 1507 podjęto przebudowę kościoła pozostawiając jedynie wschodnią część prezbiterium i fragment zachodni. W efekcie prac prowadzonych w latach 1513–1526 pod kierunkiem B. Eisenberga powstał późnogotycki kościół halowy. W 1525 biskup Merseburga, któremu podlegała parafia Lipsku, poświęcił kościół. Był to wówczas czas reformacji. W 1519 w kościele św. Mikołaja odbyła się dyskusja Marcina Lutra z konserwatywnym teologiem i obrońcą tradycyjnego katolicyzmu Janem Mayerem von Eckiem. W efekcie tej i następnych dyskusji cały region Lipska opowiedział się za nauką Lutra.
Od 25 maja 1539, dzięki kazaniom wygłoszonym przez Justusa Jonasa i Marcina Lutra, w Lipsku zapanowała reformacja a w kościele zaczęto odprawiać nabożeństwa w nowym obrządku. Kościół stał się z tego powodu siedzibą pierwszego superintendenta miasta, Johanna Pfeffingera.
W kościele św. Mikołaja zadebiutował w roli organisty Johann Sebastian Bach. W Wielki Piątek, 7 kwietnia 1724 poprowadził on tu prawykonanie jednego ze swych dzieł, Pasji według św. Jana.

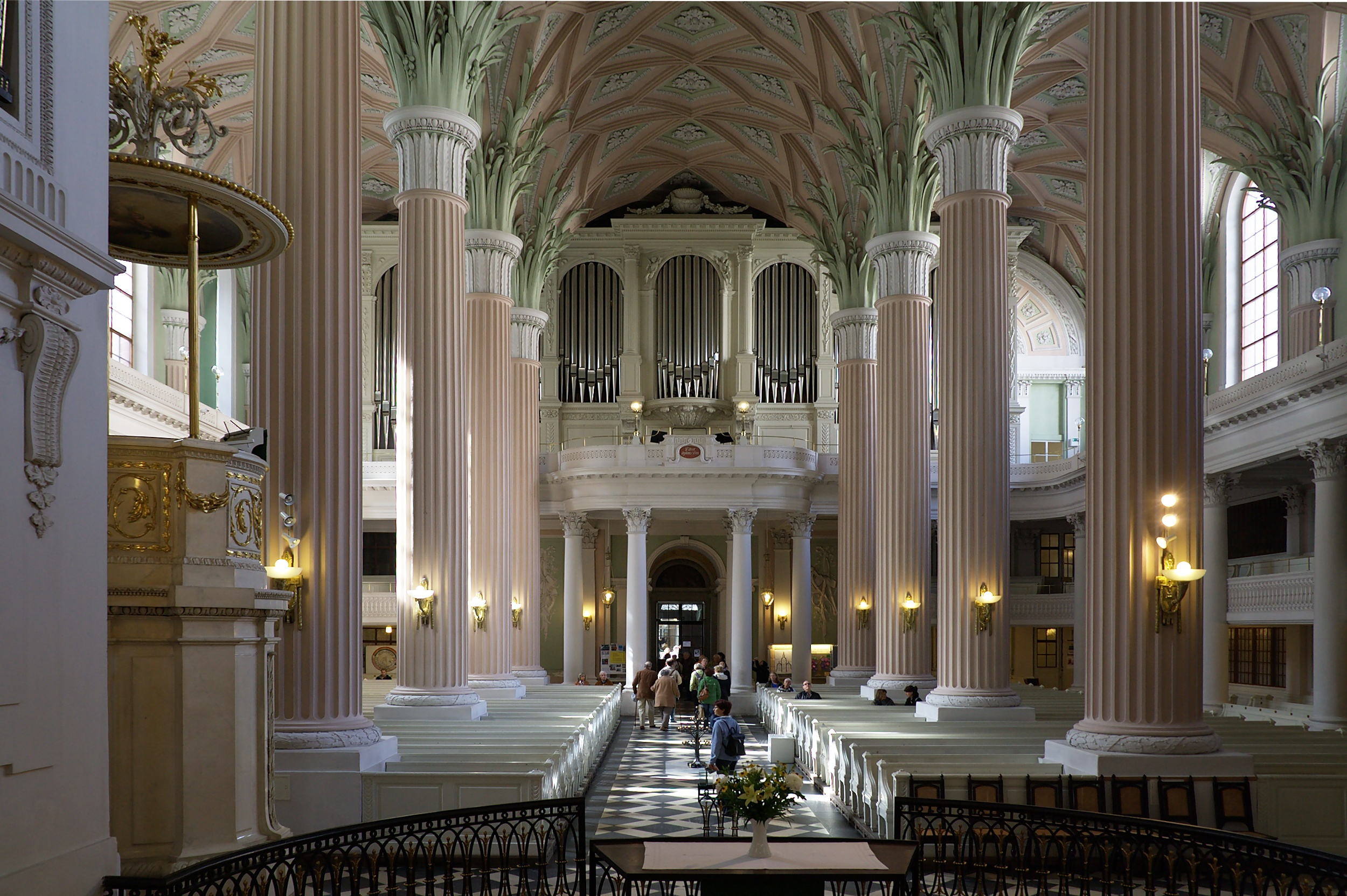
Klasycystyczne wnętrze kościoła. Charakterystyczne kolumny w kształcie palm

W latach późniejszych dokonano przebudowy świątyni. Wyburzono romański portal, który groził zawaleniem. W 1731 zwieńczono wieżę barokowym hełmem a w latach 1784–1797 kompletnie przebudowano wnętrze kościoła w stylu klasycystycznym. Prace budowlane prowadził architekt miejski Johann Carl Friedrich Dauthe we współpracy z nadwornym malarzem książąt saskich Adamem Friedrichem Oeserem. Ośmiokątne gotyckie filary Dauthe przebudował na kolumny pokryte liśćmi palmowymi. Po przebudowie wnętrze stało się jasne i odznaczało się prostymi liniami. Z dzieł późnogotyckich zachowała się tylko ambona (1521) i drewniany ołtarz. Zbudowano nową ambonę, mensę ołtarzową i chrzcielnicę. Dziełem Oesera była dekoracja przestrzeni wokół ołtarza i wejścia do kościoła.
W poł. XIX w. kościół św. Mikołaja wzbogacił się o jedne z największych w Niemczech organy, mające 6314 piszczałek.
Na początku XX w. kościół otrzymał nową dekorację fasady. Od tamtego czasu dokonywano w nim jedynie drobnych remontów, natomiast położona w okresie klasycyzmu farba pozostała nienaruszona.
W 2000 podczas renowacji południowej strony dachu zamontowano kolektory słoneczne.

## Działalność opozycyjna na terenie kościoła
Kościół ewangelicki w dużym stopniu przyczynił się do powstania opozycji w NRD, udzielając poparcia jej działaczom i umożliwiając im organizowanie spotkań. Szczególnie aktywny był pod tym względem kościół św. Mikołaja w Lipsku. Od 1982 w każdy poniedziałek odprawiano w kościele nabożeństwa (tzw. Montagsgebeten) w intencji pokoju. Nabożeństwa te zaczęły się przekształcać w demonstracje a 9 października 1989 demonstranci wyszli na ulice domagając się demokracji, wolnych wyborów, wolności podróżowania, zjednoczenia Niemiec i zapoczątkowując w ten sposób upadek reżimu komunistycznego w NRD.

I w ten sposób kościół św. Mikołaja przekroczył granice jednej grupy społecznej, jednego wyznania, stał się błogosławieństwem dla całego kraju

W 1999 dla upamiętnienia wydarzeń z 1989 na przykościelnym dziedzińcu ustawiono pamiątkową kolumnę w kształcie palmy projektu lipskiego rzeźbiarza Andreasa Stötznera, wzorowaną na kolumnach wewnątrz kościoła.
Chociaż kościół św. Mikołaja należy wyłącznie do wspólnoty ewangelicko-luterańskiej, jest on również wykorzystywany przez parafię katolicką Propsteigemeinde do sprawowania niedzielnych nabożeństw oraz innych uroczystości kościelnych.

## Wyposażenie wnętrza
Pomiędzy 1784 a 1797 wnętrze kościoła gruntownie przebudowano  w stylu klasycystycznym według projektu architekta miejskiego w Lipsku Johanna Carla Friedricha Dauthego. Malowidła w tym samym stylu wykonał dyrektor Akademii Lipskiej Adam Friedrich Oeser. Projektując nowy wystrój wnętrz pozostawał Dauthe pod wpływem teorii architektonicznych Marc-Antoine’a Laugiera. Całościowa koncepcja wystroju nawiązuje do wymogów stawianych przez francuskiego teoretyka w rozdziale "De la difficulté de décorer les églises gothques" w dziele "Observations sur l’architecture" (wyd. Haga, 1765). Laugier wypowiadał się pozytywnie nt. sakralnych budowli gotyku, chciał je jednak korygować w formie klasycznej a średniowieczne elementy wyposażenia usuwać.
Dauthe zgodnie z założeniami Laugiera nadal nową interpretację plastyczną filarom gotyckiego kościoła halowego opracowując je na nowo poprzez pokrycie ich kanelurów stiukiem w czerwonawym kolorze. Filary zostały zwieńczone kapitelami w kształcie jasnozielonych liści palmowych, "wyrastających" na gotyckie sklepienie krzyżowe. Płaszczyzny sklepienne zostały wypełnione kasetonami z ornamentem roślinnym. Wnętrze jest więc utrzymane w tonacji biało-czerwonawo-jasnozielonej. Podwójne kolumny w porządku korynckim, wspierające empory, powstały z kolei według wskazówek Langiera zawartych w jego rozprawie "Essai sur l’architecture" (wyd. Paryż, 1753, 2. wyd. 1755). W prezbiterium średniowieczne sklepienie zostało zasłonięte drewnianym sklepieniem kolebkowym.

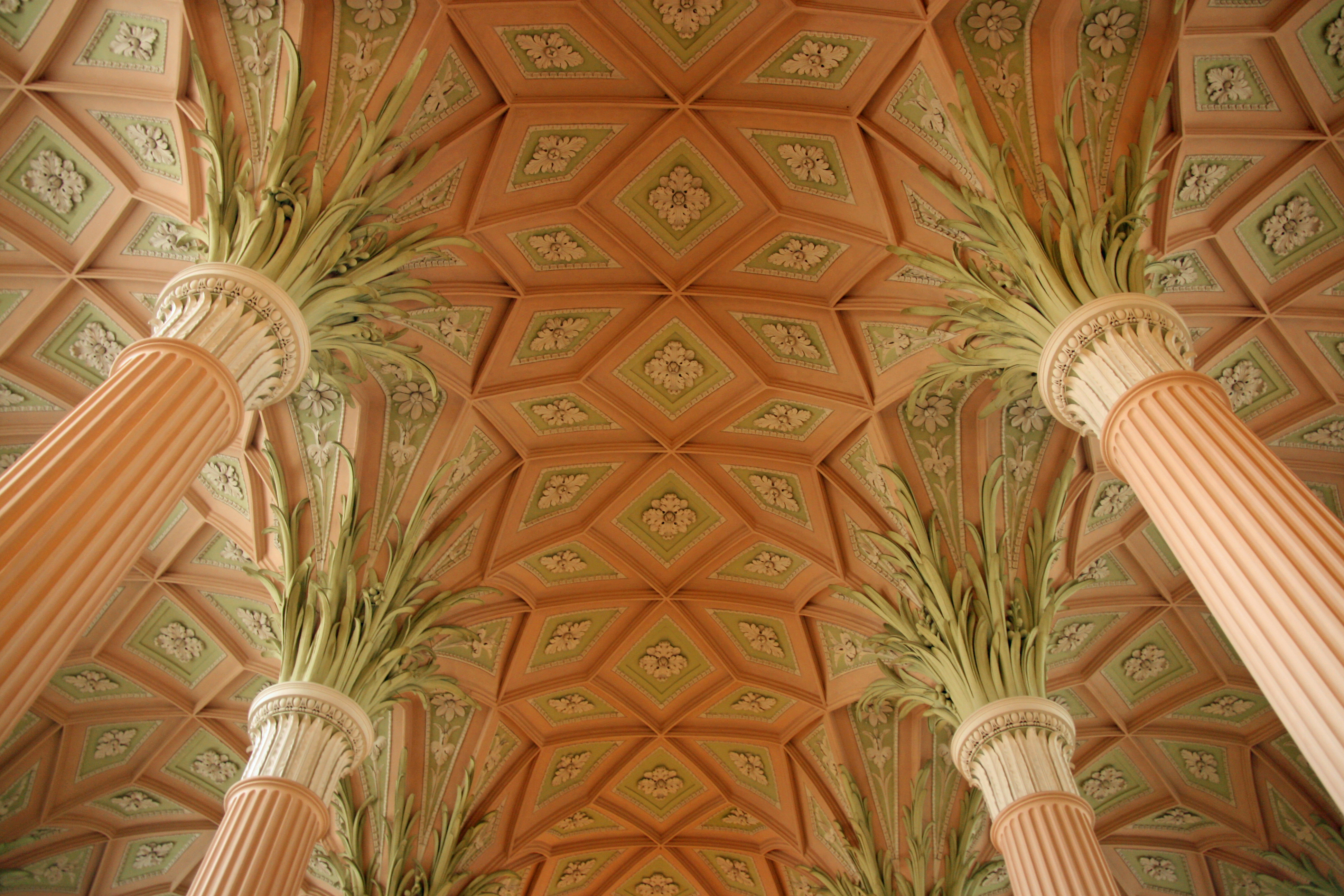
Palmowe kapitele kolumn “wyrastające” na gotyckie sklepienia wypełnione klasycystycznymi kasetonami z ornamentem roślinnym
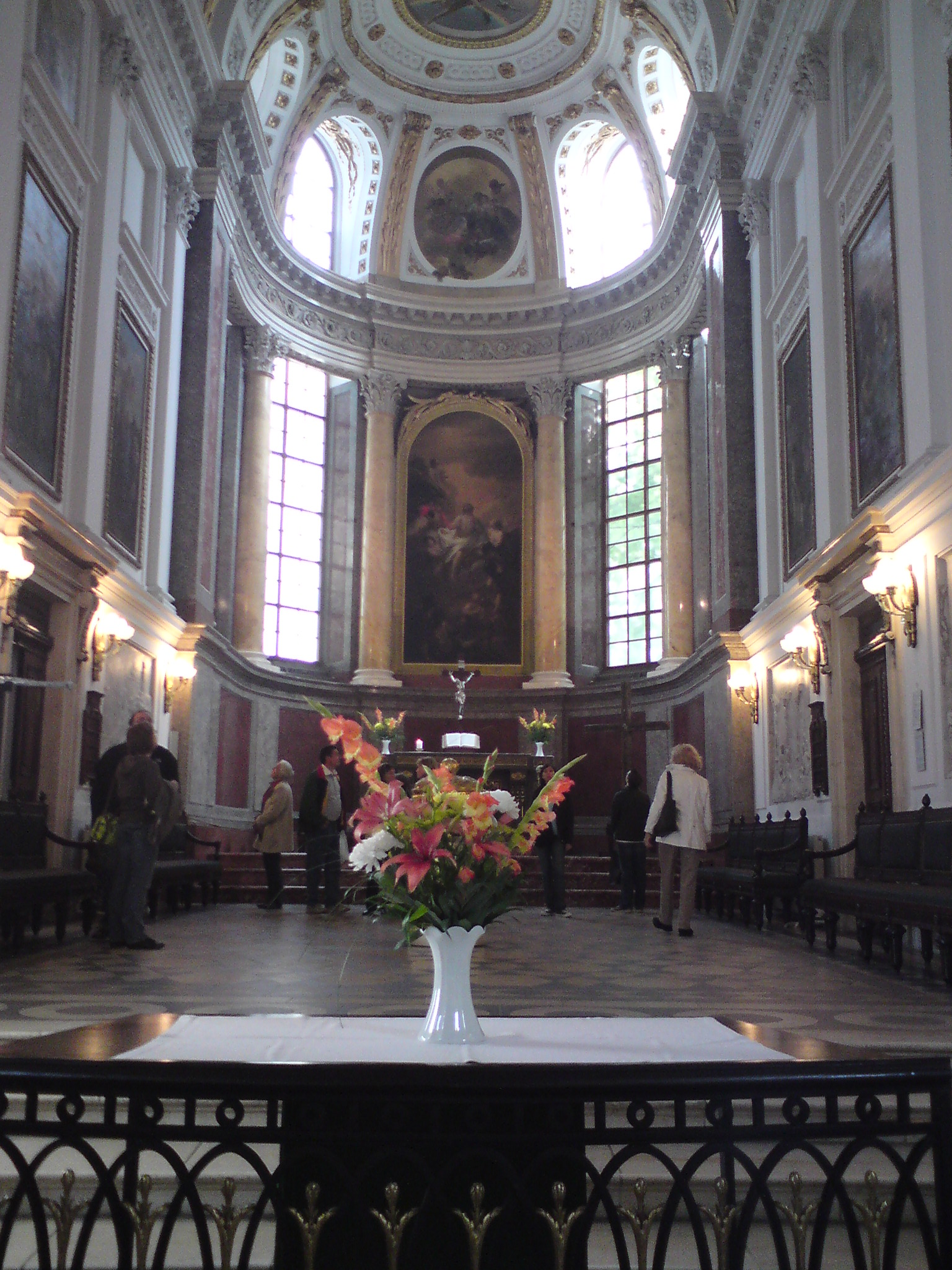
Widok ogólny prezbiterium. Obraz ołtarzowy i obrazy boczne pędzla Oesera
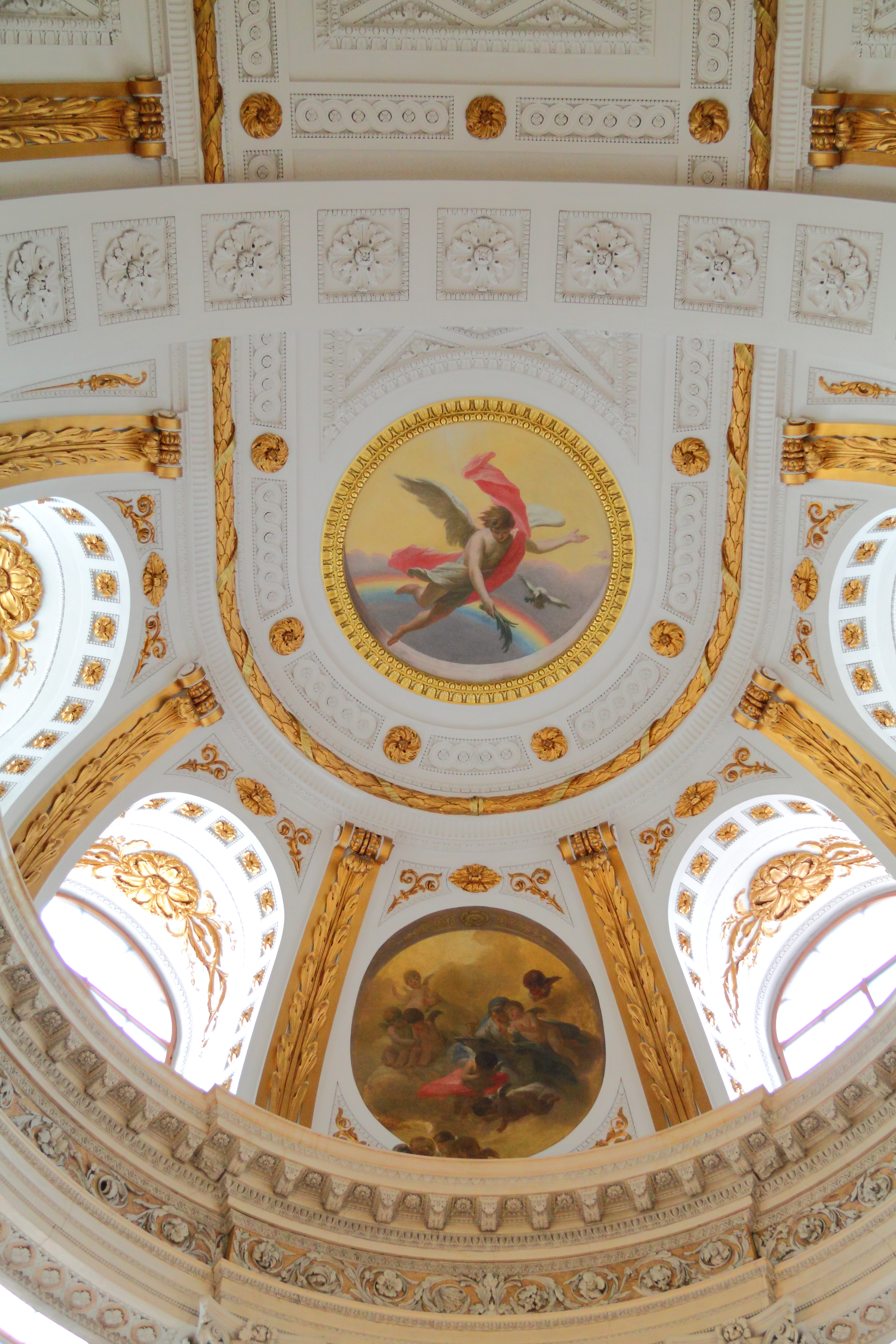
Malowidła Oesera na sklepieniu prezbiterium
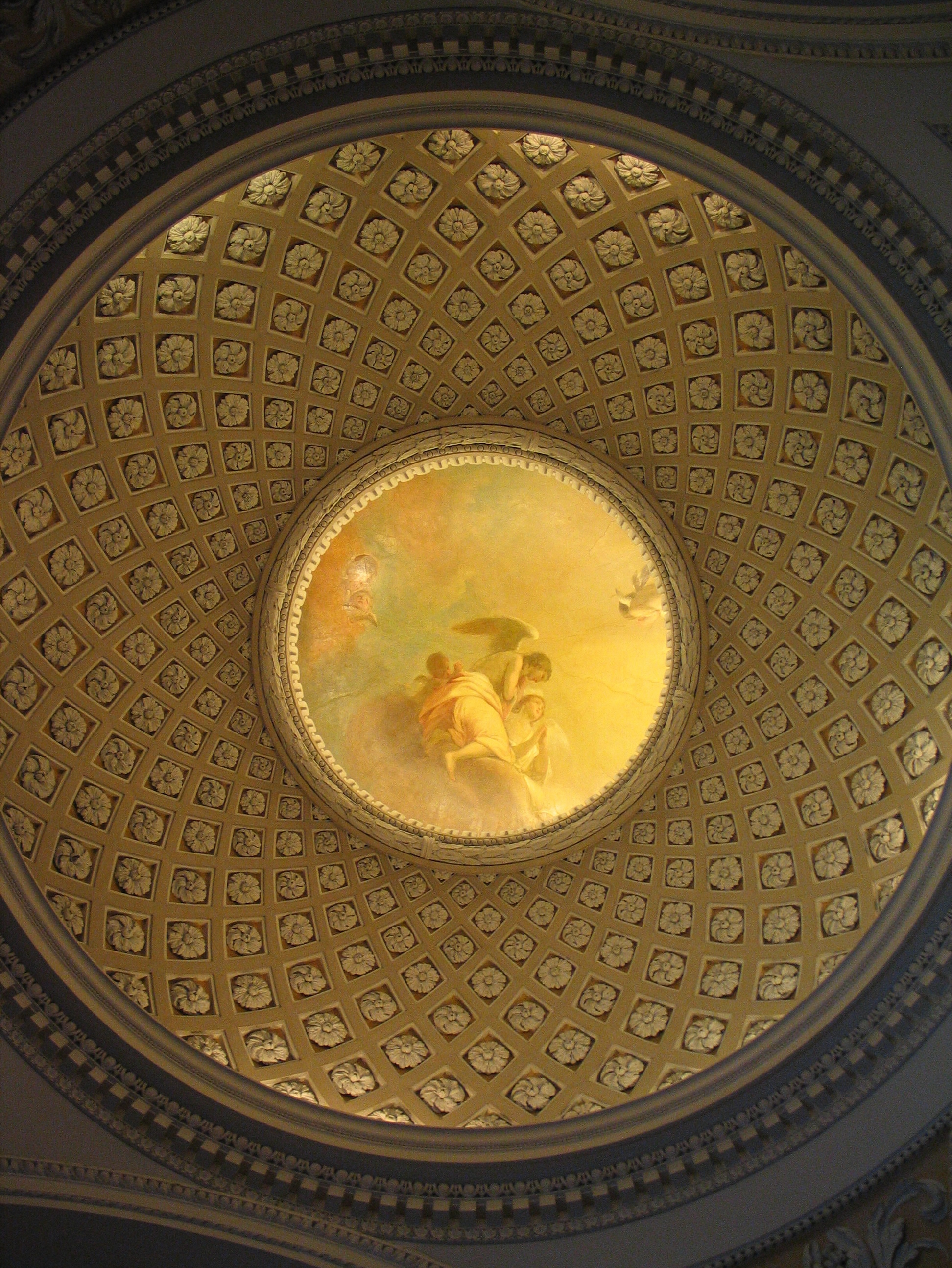
Malowidła Oesera na stropie kruchty

### Organy

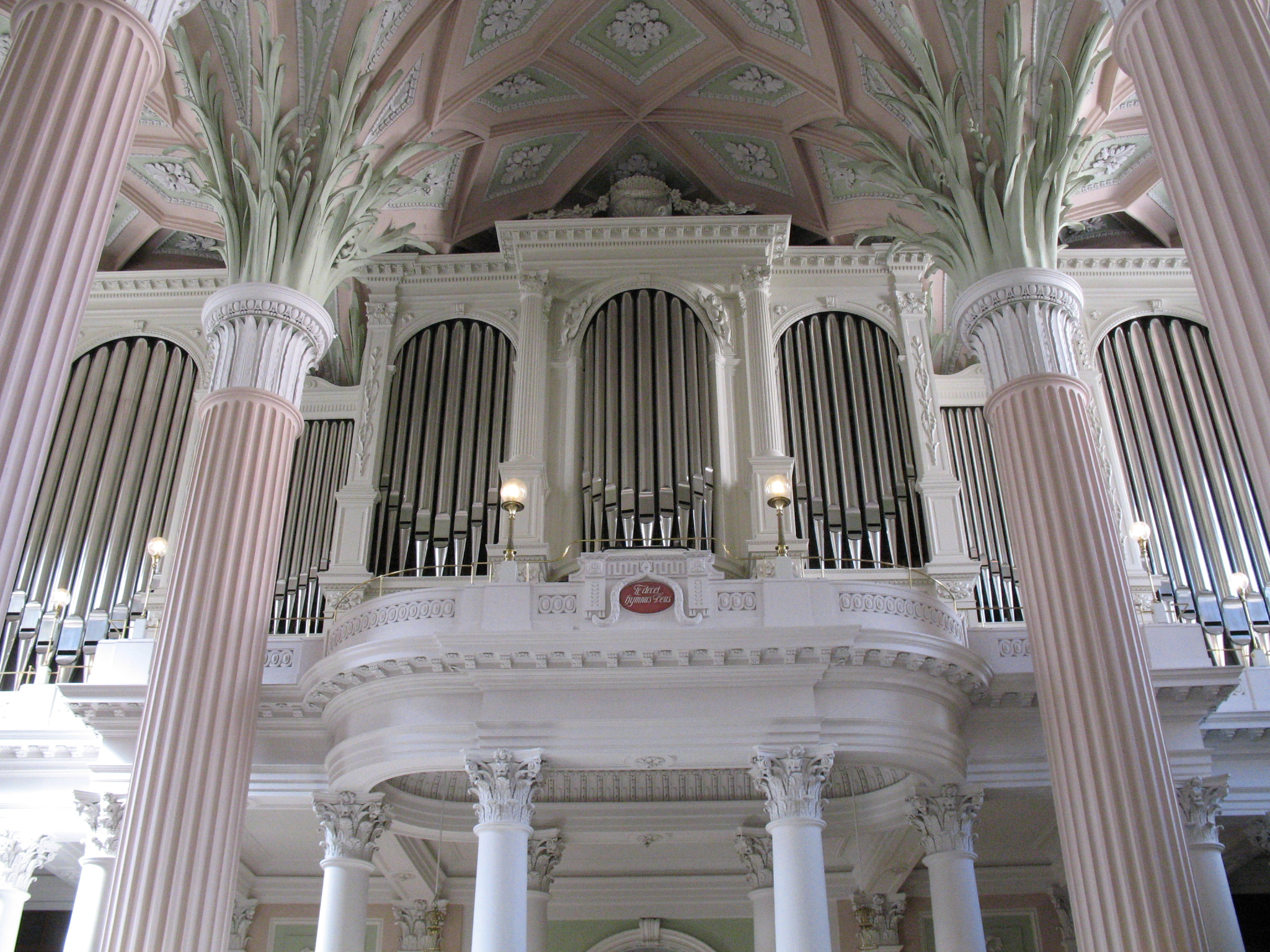
Prospekt organowy

Organy w kościele św. Mikołaja zbudował w 1862 Friedrich Ladegast. Były to wówczas największe kościelne organy na terenie Saksonii. Ich konstrukcja odzwierciedlała romantyczne podejście do interpretacji organowych dzieł Johanna Sebastiana Bacha, jakie panowało w II poł. XIX w.
W latach 1902/1903 instrument został przebudowany i powiększony przez zakład organmistrzowski Wilhelma Sauera z Frankfurtu nad Odrą.
W latach 1986–1988 zakład organmistrzowski VEB Orgelbau Sauer z Frankfurtu nad Odrą odrestaurował organy. Otrzymały one wówczas elektryczną trakturę. W latach 2002/2003 zakład organmistrzowski Hermann Eule Orgelbau Bautzen z Budziszyna przebudował organy nawiązując do tradycji organów Ladegasta, zachowując przy tym w dużej mierze dotychczasową historyczną substancję instrumentu. Zaprojektowaniem stołu gry zajęła się firma Porsche. Używanie lub pokaz organów są płatne.
Organy mają 102 głosy podzielone na 5 manuałów i pedał i następującą dyspozycję:
| I Hauptwerk C–a3 | II Oberwerk C– a3 | III Brustwerk (możliwość wzmocnienia) C– a3 | IV Schwellwerk C– a3 | V Echowerk (możliwość wzmocnienia) C– a3 | Pedal C– f1 |
| --- | --- | --- | --- | --- | --- |
| Bordun (wyłącznik c0)32' Principal 16′ Bordun 16′ Principal 8′ Doppelgedackt 8′ Flaut major 8′ Gambe 8′ Gemshorn 8′ Rohrquinte 51/3′ Oktave 4′ Spitzflöte 4′ Rohrflöte 4′ Terzflöte 31/5′ Quinte 22/3′ Septime 22/7′ Oktave 2′ Terz 13/5′ Mixtur IV 2′ Cymbel III 2′ Cornett III-V 22/3′ Trombone 16′ Trompete 8′ Trompete 4′ | Principal (wyłącznik c0) 16′ Quintatön 16′ Principal 8′ Bordunalflöte 8′ Fugara 8′ Quintatön 8′ Rohrflöte 8′ Oktave 4′ Gedackt 4′ Hohlflöte 4′ Spitzquinte 22/3′ Oktave 2′ Waldflöte 2′ Terz 13/5′ Quinte 11/3′ Flageolett 1′ Cymbel IV 2′ Cornett III 51/3′ Basson 16′ Trompete 8′ Tremulant | Lieblich Gedackt 16′ Geigenprincipal 8′ Flauto traverso 8′ Doppelflöte 8′ Harmonica 8′ Octave 4′ Octavflöte 4′ Piffaro 4′ Rohrquinte 22/3′ Piccolo 2′ Scharf III 11/3′ Fagott 16′ Oboe 8′ Cor anglais 8′ Tremulant | Stillgedackt 16′ Diapason 8′ Flute traversiere 8′ Viola di Gamba 8′ Aeoline 8′ Voix celeste 8′ Flute octaviante 4′ Octavin 2′ Plein jeu IV-V 22/3′ Bombarde 16′ Trompette harm. 8′ Basson-Hautbois 8′ Clairon harm. 4′ Tremulant | Viola 16′ Viola d’amour 8′ Lieblich Gedackt 8′ Salicional 8′ Unda maris II 8′ Sanftflöte 8′ Viola 4′ Zartflöte 4′ Nassat 22/3′ Violino 2′ Harmonia aetheria III22/3′ Aeoline 16′ Vox humana 8′ Tremulant | Principalbaß 32′ Untersatz 32′ Principalbaß 16′ Violonbaß 16′ Salicet 16′ Subbaß 16′ Terz 124/5′ Nassat 102/3′ Octavbaß 8′ Baßflöte 8′ Violoncello 8′ Nassat 51/3′ Octavbaß 4′ Cornett V 22/3′ Posaunenbaß 32′ Posaunenbaß 16′ Dulcian 16′ Trompete 8′ Clarine 4′ |

Adnotacje:
1. 1 2 3 4 5 6 7 8 9 10 11 12 13 14 15 16 17 18 19 20 21 22 23 24 25 26 27 28 29 30 31 32 33 34 35 36 37 38 39 40 41 42 43 44 45 46 47 48 49 50 51 52 53 54 55 56  głos zachowany z organów Friedricha Ladegasta (1862)
2. 1 2 3 4 5 6 7 8 9 10 11 12 13 14 15 16 17 18 19  nowy głos dodany przez Eulego (2004)
3. 1 2 3 4  nowy głos dodany przez Trampeliego
4. 1 2 3 4 5 6 7 8 9 10 11 12 13 14 15 16 17  głos zrekonstruowany przez Eulego w oparciu o dyspozycję organów Landegasta (2004)
5. 1 2 3 4 5 6 7 8 9  głos zachowany z organów Sauera (1903)

Połączenia:
normalne: II/I, III/I, IV/, III/II, IV/II, IV/III, V/VI, I/P, II/P III/P, IV/P, V/P
superoktawa: III/P
suboktawa: III/I
Wspomaganie gry:
setzer: 4000-kombinacji, walec crescendo, wyłącznik

## kościół w kulturze
- W oparciu o wydarzenia z lat 1987–1989 Erich Loest napisał powieść Nikolaikirche (wyd. Leipzig 1995, ISBN 3-423-12448-2). Na podstawie książki w 1995 nakręcono film.
- Do tych samych wydarzeń nawiązał Martin Jankowski wydając powieść Rabet oder Das Verschwinden einer Himmelsrichtung (wyd. München 1999, ISBN 3-933902-03-7).